# Ardisia demissa
Ardisia demissa är en viveväxtart som beskrevs av Friedrich Anton Wilhelm Miquel. Ardisia demissa ingår i släktet Ardisia och familjen viveväxter. Inga underarter finns listade i Catalogue of Life.